# Hélicité (physique des particules)
Pour les articles homonymes, voir Hélicité.

Hélicité positive (particule « droitière ») ou négative (particule « gauchère »).

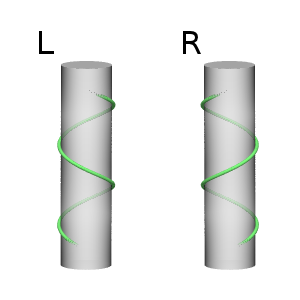
Schéma de l'hélice. (R) droitier, (L) gaucher.

En physique des particules, l'hélicité {\displaystyle h} est la projection du spin {\displaystyle {\vec {S}}} sur la direction de la quantité de mouvement {\displaystyle {\vec {p}}} (cette projection correspond donc à la composante suivant la direction de propagation) :
{\displaystyle h={\vec {S}}\cdot {\hat {p}},\qquad {\hat {p}}={\frac {\vec {p}}{\left|{\vec {p}}\right|}}}   étant la direction de {\displaystyle {\vec {p}}}
- Si {\displaystyle h>0}, on dira d'une particule que son hélicité est droite (positive) selon que son spin est orienté dans le même sens que son mouvement.
- Si {\displaystyle h<0}, on dira d'une particule que son hélicité est gauche (négative) selon que son spin est orienté dans le sens opposé à son mouvement.

Toutes les particules connues de spin non nul dont on a pu mesurer l'hélicité, à l'exception notable des neutrinos, peuvent avoir une hélicité positive (particules « droitières ») ou négative (particules « gauchères »). Une particule et son antiparticule ont des spins opposés donc aussi des hélicités opposées. Les trois neutrinos ont toujours une hélicité négative, et les antineutrinos une hélicité positive.

## Cas général
De façon plus générale, l'hélicité d'une particule correspond à la projection de son moment cinétique total {\displaystyle {\vec {J}}}, c'est-à-dire la somme de son moment cinétique orbital {\displaystyle {\vec {L}}} et de son moment cinétique intrinsèque (ou spin) {\displaystyle {\vec {S}}}, sur la direction de sa quantité de mouvement :
{\displaystyle h={\vec {J}}\cdot {\hat {p}}={\vec {L}}\cdot {\hat {p}}+{\vec {S}}\cdot {\hat {p}}}
Cependant, puisque le moment cinétique orbital {\displaystyle {\vec {L}}} est relié au vecteur position {\displaystyle {\vec {r}}} de la particule et à sa quantité de mouvement {\displaystyle {\vec {p}}} par la relation suivante :
{\displaystyle {\vec {L}}={\vec {r}}\wedge {\vec {p}}} ,
les vecteurs {\displaystyle {\vec {L}}} et {\displaystyle {\vec {p}}} sont perpendiculaires entre eux, de sorte que {\displaystyle {\vec {L}}\cdot {\hat {p}}=0}

## Propriétés
L'hélicité est constitutive de la nature de la particule (comme la masse). Il s'agit d'un nombre quantique conservé.
Si une particule n'a pas de masse alors son hélicité est un invariant de Lorentz.
Puisque les valeurs propres du spin selon un axe sont discrètes, les valeurs propres de l'hélicité sont aussi discrètes. Pour une particule de spin S, les valeurs propres de l'hélicité sont {\displaystyle S,S-1,\dots ,-S}. L'hélicité d'une particule va donc de {\displaystyle -S} à {\displaystyle +S}. Pour les particules de masse nulle, ces valeurs propres ne sont pas toutes réalisées physiquement : pour le photon par exemple, de masse nulle et de spin 1, la valeur propre 0 n'est pas accessible.